# لينا والسمان
لينا والسمان (بالإنجليزية: Leeanna Walsman)‏ هي ممثلة أسترالية، ولدت في 22 نوفمبر 1979 بسيدني في أستراليا.

## أعمال

### أفلام
- (2002)  هجوم المستنسخين[3][4][5]
- (2008) 9.99 دولار

## وصلات خارجية
- لينا والسمان على موقع IMDb (الإنجليزية)
- لينا والسمان على موقع ألو سيني (الفرنسية)
- لينا والسمان على موقع أول موفي (الإنجليزية)
- لينا والسمان على موقع قاعدة بيانات الأفلام السويدية (السويدية)
- لينا والسمان على موقع قاعدة بيانات الفيلم (الإنجليزية)
- لينا والسمان على موقع كينوبويسك (الروسية)